# کره بلوخ

کره بلاخ

در مکانیک کوآنتوم، کره بلاخ (به انگلیسی: Bloch sphere) نمایشی هندسی از حالت یک سیستم کوآنتومی دوحالته (کیوبیت) است که با نام فیزیکدان فلیکس بلاخ نام‎گذاری شده است.

## تعریف
اگر {\displaystyle |\psi \rangle }، نشان‌گذاری برا-کت بردارهای حالت سیستم کوآنتومی دو حالته (کیوبیت) باشد و بردارهای پایه این فضا را با {\displaystyle |0\rangle } و {\displaystyle |1\rangle } نمایش دهیم، با توجه به این که ضرایب بردارهای پایه باید در شرط {\displaystyle ||\psi \rangle |^{2}=1} صدق کنند، می توانیم این حالت را به صورت زیر بنویسیم:
{\displaystyle |\psi \rangle =\cos \left({\tfrac {\theta }{2}}\right)|0\rangle \,+\,e^{i\phi }\sin \left({\tfrac {\theta }{2}}\right)|1\rangle }
بنابراین هر بردار با طول واحد که روی کره بلاخ قرار بگیرد یک حالت چنین سیستمی را نمایش می‎دهد. 

### کاربرد در نمایش کیوبیت
سطح کره بلوخ یک فضای دو بعدی است که برای نمایش فضای حالت برای حالت‌های کیوبیتهای خالص (مربوط به حالات خالص کوانتمی) بکار می‌رود.
این فضای حالت دارای دو درجه آزادی است.
حالت های غیر خالص یا مخلوط (mixed state) در داخل کره قرار می‌گیرند.

### نمایش با ماتریس های پائولی
نمایش دیگری برای نقاط روی کره بلوخ (حالت‌های کیوبیت خالص) وجود دارد که بر اساس سه ماتریس پائولی

است: {\displaystyle |\psi \rangle =a_{1}\sigma _{1}+a_{2}\sigma _{3}+a_{3}\sigma _{3}} که در آن هر سه ضریب {\displaystyle a_{i}} اعدادی حقیقی هستند.
حالت های غیر خالص یا مخلوط (mixed state) در داخل کره قرار می‌گیرند.
علت مفید بودن ماتریس های پائولی این است که ماتریسهایی یونیتاری، بدون تریس، و هرمیتی هستند. دترمینان همه ی آنها {\displaystyle -1} است.
آنها در معادله پائولی بکار میروند زیرا وقتی اسپین بر حسب آنها نمایش داده شود، صورت‌بندی فرمول تعامل بین اسپین یک ذره با یک میدان الکترومغناطیسی بیرونی را ساده می‌کنند.